# Balickie Doły
Balickie Doły – wąwóz na obszarze Garbu Tenczyńskiego w Lesie Zabierzowskim, na północny zachód od wsi Balice (ul. Leśna). Wąwozem płynie potok. Cały teren jest zalesiony (Las Zabierzowski) i wchodzi w skład Tenczyńskiego Parku Krajobrazowego. Administracyjnie wąwóz należy do gminy Zabierzów.